# Vought XF3U
Vought XF3U là một mẫu thử máy bay tiêm kích hai tầng cánh, do hãng Vought Aircraft Company ở Dallas, Texas chế tạo cho Hải quân Hoa Kỳ.

## Tính năng kỹ chiến thuật
Dữ liệu lấy từ 
Đặc điểm tổng quát
- Kíp lái: 2; pilot, navigator
- Chiều dài: 27 ft 10 in (8,4 m)
- Sải cánh: 33 ft 3 in (10,1 m)
- Chiều cao: 11 ft 11 in (3,6 m)
- Diện tích cánh: 295 ft² (27,4 m²)
- Trọng lượng rỗng: 3.435 lb (1.558 kg)
- Trọng lượng cất cánh tối đa: 5.297 lb (2.402 kg)
- Động cơ: 1 × Pratt & Whitney R-1535-80 Twin Wasp Jr. kiểu động cơ piston 14 xy-lanh, làm mát bằng không khí, 700 hp (518 kW)

 Hiệu suất bay 
- Vận tốc cực đại: 208 mph (334 km/h)
- Tầm bay: 570 mi (917 km)
- Trần bay: 25.300 ft (7.700 m)
- Tải trên cánh: 18 lb/ft² (88 kg/m²)
- Công suất/trọng lượng: 0,13 hp/lb (0,22 kW/kg)

Trang bị vũ khí

3 × súng máy ,30 in (7,62 mm)